# Щасливої дороги (фільм)
«Щасливої дороги» — російський фільм 2008 року.

## Зміст
Чоловік і жінка, занурені у свої проблеми та справи, їдуть у Ярославль. Там їм належить вирішувати важливі питання. Вони знайомляться, але чвари між ними змушують їх намагатися позбутися товариства один одного. Ось тільки щось незрозуміле наполегливо зводить їх разом у низці пригод і безглуздих ситуацій.

## У ролях
- Дмитро Міллер — Сергій, правник
- Павло Баршак — гламурний покидьок

| Фільми | Це незавершена стаття про кінофільм. Ви можете допомогти проєкту, виправивши або дописавши її. |